# ゴルフ日韓対抗戦
ゴルフ日韓対抗戦（ゴルフイルハンテハンジョン、ゴルフにっかんたいこうせん）は日本と韓国の男子プロゴルフ国別対抗団体戦である。2004年に初めて開催され、その後中断していたが2010年に6年ぶりに開催された。

## 沿革
2004年、日本ゴルフツアー機構（JGTO）と韓国プロゴルフツアー（KGPT）が初めて「国別対抗戦」を行なうことで合意し、同年9月に韓国の江原道平昌郡の「ヨンピョン・バーチヒルズカントリークラブ」を会場に「ヨンピョン・バーチヒルズカップ日韓ゴルフ対抗戦」として2日間の日程で行なわれた。
その後、諸事情で開催は見送られてきたが2010年3月に現代自動車傘下の金融機関「現代キャピタル」がメインスポンサーとなって「現代キャピタル招待 ゴルフ韓日対抗戦」として同年9月に開催することを決定した。会場は韓国・済州島の「ヘビチ・カントリークラブ」とし、日程を3日間とした。賞金総額は70万ドル。
2011年は韓国国民銀行（KB）がスポンサーとなって「KBミリオンヤードカップ」として7月に韓国・慶尚南道金海市の「正山カントリークラブ」で開催された。この「ミリオンヤード」の名称は日韓間の平均距離が約100万ヤード（キロ換算で約950km）であることに由来する。
2012年大会は初めて日本で開催されることになり、「ミリオンヤードカップ」として6月に長崎県長崎市の「パサージュ琴海アイランドゴルフクラブ」で行われた。なお2013年以降は未定となっている。

## ルール
2004年大会は日韓ともに10名のプレイヤーとノンプレイングキャプテンを置き、1日目はマッチプレー、2日目はストロークで勝者に2ポイント、引き分けなら1ポイントを加算しその合計で争った。なお同年大会では得点が両者同点となったため、サドンデス方式のプレーオフで決着が付いた。
2010年以降の大会は日韓ともに10名のプレイヤーとノンプレイングキャプテンを置き、1日目はフォーサム、2日目はフォーボール、3日目はストロークで争い勝者に1ポイント、引き分けなら0.5ポイントが与えられその合計で争う。

## 歴代成績
| 開催年 | 日程             | 勝利チーム | 備考               |
| ------ | ---------------- | ---------- | ------------------ |
| 2004年 | 9月4日・5日      | 韓国       | プレーオフにて決着 |
| 2010年 | 9月10日 - 12日   | 日本       |                    |
| 2011年 | 7月1日 - 3日     | 韓国       | 大会連覇           |
| 2012年 | 6月29日 - 7月1日 | 韓国       | 大会連覇           |

## テレビ中継
- 2011年大会についてはBS日テレで中継録画にて放送。2012年大会は2日目は日本テレビのみの放送、最終日は日本テレビ系列全国ネットで放送された。